# Copa Antel
A Copa Antel (nome dado por motivos de patrocínio), é uma competição amistosa de futebol, organizado pela empresa estatal de telecomunicações uruguaia ANTEL e é disputada no Estadio Centenario em Montevidéu, no Uruguai, desde o ano de 2011. Participam quatro equipes, sendo elas o Peñarol, o Nacional, que disputam o Superclássico uruguaio, e duas outras equipes convidadas que tenham tido destaque no cenário sul-americano.

## Sistema de disputa
O sistema de disputa atual consiste na realização de 4 partidas. A competição se desenvolve em 2 fases, a saber:
- Primeira Fase (Semifinais): São realizados dois jogos (o Nacional vs. Peñarol|Clássico uruguaio]] e o confronto entre as duas equipes convidadas;

- Segunda Fase (Final): É realizada uma partida entre os vencedores dos jogos das semifinais. O vencedor é declarado campeão da disputa.

- Disputa de 3º Lugar: É realizada uma partida entre os perdedores dos jogos das semifinais. O vencedor conquista o 3º lugar, enquanto o perdedor fica com a 4ª posição no certame.

Em qualquer uma das partidas, caso haja empate no tempo regulamentar, haverá prorrogação, e persistindo a igualdade, a disputa de pênaltis - grandes penalidades definirá o vencedor do confronto. 

## Campeões
1. ↑  Em 2013, cada um dos vencedores das partidas foi declarado campeão. O campeão de facto foi o Sporting Cristal.

## Títulos

### Por Equipes
| Equipe                 | 1º | 2º | 3º | 4º | Campeão em                | Vice em                   | 3º em | 4º em            |
| ---------------------- | -- | -- | -- | -- | ------------------------- | ------------------------- | ----- | ---------------- |
| Nacional               | 4  | 4  | 0  | 0  | 2013 II, 2014, 2015, 2016 | 2011, 2012, 2013 IV, 2018 |       |                  |
| Peñarol                | 2  | 3  | 1  | 3  | 2011, 2018                | 2013 I, 2013 III, 2019    | 2016  | 2012, 2014, 2015 |
| Sporting Cristal       | 2  | 0  | 0  | 0  | 2013 I, 2013 IV           |                           |       |                  |
| Guaraní                | 1  | 1  | 0  | 0  | 2013 III                  | 2013 II                   |       |                  |
| Olimpia                | 1  | 0  | 1  | 0  | 2012                      |                           | 2014  |                  |
| Barcelona de Guayaquil | 1  | 0  | 0  | 0  | 2019                      |                           |       |                  |
| Atlético Rafaela       | 0  | 1  | 0  | 0  |                           | 2014                      |       |                  |
| Sportivo Luqueño       | 0  | 1  | 0  | 0  |                           | 2015                      |       |                  |
| Palmeiras              | 0  | 1  | 0  | 0  |                           | 2016                      |       |                  |
| Libertad               | 0  | 0  | 1  | 1  |                           |                           | 2012  | 2016             |
| Nacional               | 0  | 0  | 1  | 0  |                           |                           | 2015  |                  |

### Por país
| País      | 1º | 2º | 3º | 4º | Campeão em                            | Vice em                                           | 3º em            | 4º em            | TC | TT |
| --------- | -- | -- | -- | -- | ------------------------------------- | ------------------------------------------------- | ---------------- | ---------------- | -- | -- |
| Uruguai   | 6  | 7  | 1  | 3  | 2011, 2013 II, 2014, 2015, 2016, 2018 | 2011, 2012, 2013 I, 2013 III, 2013 IV, 2018, 2019 | 2016             | 2012, 2014, 2015 | 2  | 2  |
| Paraguai  | 2  | 2  | 3  | 1  | 2012, 2013 III                        | 2013 II, 2015                                     | 2012, 2014, 2015 | 2016             | 2  | 5  |
| Peru      | 2  | 0  | 0  | 0  | 2013 I, 2013 IV                       |                                                   |                  |                  | 1  | 2  |
| Equador   | 1  | 0  | 0  | 0  | 2019                                  |                                                   |                  |                  | 1  | 1  |
| Argentina | 0  | 1  | 0  | 0  |                                       | 2014                                              |                  |                  | 0  | 1  |
| Brasil    | 0  | 1  | 0  | 0  |                                       | 2016                                              |                  |                  | 0  | 1  |

## Equipes com mais participações
Em negrito, os clubes participantes da edição atual; em itálico, o ano em que o clube se sagrou campeão. 
| Clube               | País      | Participações                                                                     |
| ------------------- | --------- | --------------------------------------------------------------------------------- |
| Nacional            | Uruguai   | 11 (2011, 2012, 2013 I, 2013 II, 2013 III, 2013 IV, 2014, 2015, 2016, 2018, 2019) |
| Peñarol             | Uruguai   | 11 (2011, 2012, 2013 I, 2013 II, 2013 III, 2013 IV, 2014, 2015, 2016, 2018, 2019) |
| Sporting Cristal    | Peru      | 4 (2013 I, 2013 II, 2013 III, 2013 IV)                                            |
| Guaraní             | Paraguai  | 4 (2013 I, 2013 II, 2013 III, 2013 IV)                                            |
| Olimpia             | Paraguai  | 2 (2012, 2014)                                                                    |
| Libertad            | Paraguai  | 2 (2012, 2016)                                                                    |
| Atlético Rafaela    | Argentina | 1 (2014)                                                                          |
| Nacional            | Paraguai  | 1 (2015)                                                                          |
| Sportivo Luqueño    | Paraguai  | 1 (2015)                                                                          |
| Palmeiras           | Brasil    | 1 (2016)                                                                          |
| Barcelona           | Equador   | 1 (2019)                                                                          |
| Univ. César Vallejo | Peru      | 1 (2019)                                                                          |

## Ranking de pontos
Atualizado até a edição de 2015.
| Pos. | Clube            | País      | Part | Tít | J  | V | E | D | GP | GC | SG | Pts | %      |
| ---- | ---------------- | --------- | ---- | --- | -- | - | - | - | -- | -- | -- | --- | ------ |
| 1    | Nacional         | Uruguai   | 7    | 4   | 11 | 7 | 1 | 3 | 18 | 13 | 5  | 22  | 66,67% |
| 2    | Olimpia          | Paraguai  | 2    | 1   | 4  | 3 | 1 | 0 | 7  | 3  | 4  | 10  | 83,33% |
| 3    | Peñarol          | Uruguai   | 7    | 1   | 11 | 1 | 3 | 7 | 7  | 16 | -9 | 6   | 18,18% |
| 4    | Sporting Cristal | Peru      | 2    | 2   | 2  | 1 | 1 | 0 | 2  | 0  | 2  | 4   | 66,67% |
| 5    | Palmeiras        | Brasil    | 1    | 0   | 2  | 1 | 1 | 0 | 2  | 0  | 2  | 4   | 66,67% |
| 6    | Nacional         | Paraguai  | 1    | 0   | 2  | 1 | 1 | 0 | 3  | 2  | 1  | 4   | 66,67% |
| 7    | Guaraní          | Paraguai  | 2    | 1   | 2  | 1 | 0 | 1 | 4  | 4  | 0  | 3   | 50%    |
| 8    | Libertad         | Paraguai  | 2    | 0   | 4  | 0 | 2 | 2 | 3  | 6  | -1 | 2   | 25%    |
| 9    | Atlético Rafaela | Argentina | 1    | 0   | 2  | 0 | 1 | 1 | 5  | 6  | -1 | 1   | 16,67% |
| 10   | Sportivo Luqueño | Paraguai  | 1    | 0   | 2  | 0 | 1 | 1 | 3  | 4  | -1 | 1   | 16,67% |

## Artilheiros por edição
| Ano  | Jogador              | Clube            | Gols |
| ---- | -------------------- | ---------------- | ---- |
| 2011 | Juan Manuel Olivera  | Peñarol          | 1    |
| 2011 | Sergio Cortelezzi    | Nacional         | 1    |
| 2011 | Matías Mier          | Peñarol          | 1    |
| 2012 | Sergio Oscar Almirón | Olimpia          | 1    |
| 2012 | Sebastián Viera      | Nacional         | 1    |
| 2012 | Rodríguez            | Libertad         | 1    |
| 2012 | Mora                 | Libertad         | 1    |
| 2012 | Velásquez            | Peñarol          | 1    |
| 2012 | Alejandro González   | Peñarol          | 1    |
| 2012 | Luis Nery Caballero  | Olimpia          | 1    |
| 2012 | Contreras            | Olimpia          | 1    |
| 2013 | Hernán Rengifo       | Sporting Cristal | 2    |
| 2013 | Luis de la Cruz      | Guaraní          | 2    |
| 2014 | Lucas Albertengo     | Atlético Rafaela | 4    |
| 2015 | Álvaro Recoba        | Nacional         | 2    |
| 2016 | Agustín Allione      | Palmeiras        | 1    |
| 2016 | Moisés               | Palmeiras        | 1    |
| 2016 | Sebastián Fernández  | Nacional         | 1    |
| 2016 | Santiago Romero      | Nacional         | 1    |
| 2016 | Nicolás López        | Nacional         | 1    |
| 2016 | Cristian Palacios    | Peñarol          | 1    |
| 2016 | Pedro Benítez        | Libertad         | 1    |